# Jetez-vous à l'eau !
 (mars 2020).
Si vous disposez d'ouvrages ou d'articles de référence ou si vous connaissez des sites web de qualité traitant du thème abordé ici, merci de compléter l'article en donnant les références utiles à sa vérifiabilité et en les liant à la section « Notes et références ».
Jetez-vous à l'eau ! (Where's My Water? en anglais) est un jeu vidéo de puzzle développé par Creature Feep pour Disney Mobile Studios, filiale de Disney Interactive Studios.
Le 21 mai 2012, Disney Mobile Studios et Disney Consumer Products lancent une gamme de produits liée au jeu Jetez-vous à l'eau ! à l'instar d'Angry Birds. Le 12 septembre 2013, Disney Mobile lance la version 2 de Jetez-vous à l'eau !.

## Personnages
- Swampy est en quelque sorte le personnage principal du jeu « Jetez-vous à l'eau ». C'est un alligator plutôt craintif et très maniaque : il n'aime pas s'amuser dans la boue, contrairement à ses confrères, par exemple. Il aime profiter d'un bon bain que les joueurs sont censés lui offrir en faisant les niveaux. Swampy l'Alligator vit dans les égouts sous la ville. Il est un peu différent des autres alligators. Il est curieux et amical, et il aime prendre une longue douche après une dure journée au travail Swampy est un alligator très attaché à ses canards en plastique avec qui il aime partager son bain.

- Les canards en plastique sont de petits canards (trois en tout) qu'on retrouve à chaque niveau et qu'il faut remplir d'eau pour améliorer son score. Les petits canards font de petit bruit une fois remplis, souvent des « wwooiiinn ».

- Cranky est un autre alligator qu'on peut souvent apercevoir dans les niveaux de Swampy. C'est un alligator féroce qui fait peur à Swampy. Il a tout le temps faim et cherche à se nourrir par tous les moyens. Des extensions du jeu permettent de le faire manger après avoir utilisé le liquide toxique violet pour ramasser 3 canards et décontaminer sa nourriture.

- Ally est une alligator présente dans les extensions du jeu et qui a besoin de vapeur pour faire fonctionner un orgue ainsi que pour récolter les 3 canards.

## Système de jeu
Jetez-vous à l'eau est un jeu vidéo de réflexion basé sur l'écoulement des fluides et la gravité. Le joueur doit faire parvenir une certaine quantité de liquide le plus souvent vers le bas, dans le bain de Swampy pour remplir sa baignoire, afin qu'il y puisse se laver. À cet effet, le joueur utilise les capacités tactiles de l'écran, pour creuser ou créer un chemin dans le sol friable pour permettre un écoulement naturel du fluide à sa disposition en quantité limitée, ou donner de la vitesse au liquide pour le projeter au loin ou dans une tuyauterie. Les niveaux sont de plus en plus complexes et certains comportent également des mécanismes d'élévateurs, de réservoirs, de seaux ou de portes, mais aussi des parties chaudes réduisant la quantité de liquide s'il rentre en contact. Tous les niveaux possèdent trois canards qu'il faut aussi recouvrir d'eau pour améliorer le score final.
Le jeu propose plusieurs types de liquides.
- L'eau : elle est de couleur bleue et permet de remplir les canards et le bain de Swampy, toutefois, si elle est en contact avec l'algue, elle la fait pousser, au risque de disparaître.
- Le liquide corrosif : elle est de couleur violette, elle tue les canards si elle les touche et elle fait fuir Swampy de sa baignoire si elle l'atteint, toutefois elle attaque et détruit l'algue qui pousse à l'aide de l'eau. Si elle est en contact avec l'eau, elle transformera l'eau en liquide corrosif.
- La vase : elle est de couleur verte ou jaune fluorescent. Elle tue les canards et fait fuir Swampy lorsqu'elle atteint son bain. Elle a comme particularité de ronger la terre. Si elle est mélangée au liquide corrosif, cela crée une explosion. Si elle est en contact avec l'algue, elle la transformera en pierre. Si elle est en contact avec l'eau, celle-ci la fera alors disparaître à condition qu'il y en ait une plus grande quantité.
- la boue : elle est de couleur rouge puis orange marron. Elle tue les canards si elle les touche et elle fait fuir Swampy de sa baignoire si elle l'atteint et sèche au bout de quelques secondes. Après avoir séché, elle devient terre et est utilisable en tant que telle.
- la vapeur : de couleur blanche.

## Postérité

### Suite
La version 2 du jeu introduit un système de barre d'énergie limitant le nombre d'actions du joueur durant un laps de temps. Le 19 décembre 2013, à la suite des retours des joueurs Disney Interactive retire le système de barre d'énergie du jeu Jetez-vous à l'eau ! 2.

### Déclinaisons
- Where's My Perry? / Mais, où est Perry ? : basé sur les personnages de la série Phinéas et Ferb, lancée le 29 juin 2012[5]
- Where's My Mickey? / Mais, où est Mickey ? : basé sur Mickey Mouse, dans un design similaire à la série initiée en 2013 par le court métrage Croissant de Triomphe, lancée le 22 juin 2013[6].